# John Fane
John Fane, 11è comte de Westmorland OB ROG PC, (Londres, 3 de febrer, 1784 – castell d'Apthorpe House, 16 d'octubre, 1859) compositor i militar anglès.
Va prendre part en la Guerra de la Independència d'Espanya, trobant-se a Lisboa aprofità per a perfeccionar els seus estudis musicals, que ja havia fet abans en el seu país.
Després entrà en la carrera diplomàtica i desenvolupà entre altres càrrecs, els de ministre a Florència i ambaixador a Berlín. A Florència i Londres estrenà les òperes Bajazet, L'eroe di Lancastro, Lo scompiglio teatrale, Catarina, L'asedio di Belgrado, Fedra é il torneo. A més, va compondre diverses cantates, entre elles Il ratto di Proserpina, escenes, duos, trios, una Missa, un Rèquiem, un Magnificat, antífones, himnes, madrigals, canzonette i tres simfonies. També va escriure Operations of the alliens in Portugal (Londres, 1818); Memoirs of the early campaigns of the duke of Wellington in Portugal and Spain (Londres, 1920), i Operations of the allied armies in 1814 (Londres, 1822).